# UCI Amèrica Tour 2012-2013
L'UCI Amèrica Tour 2012-2013 és la novena edició de l'UCI Amèrica Tour, un dels cinc circuits continentals de ciclisme de la Unió Ciclista Internacional. Està format per trenta-set proves, organitzades entre el 7 d'octubre de 2012 i el 14 de setembre de 2013 a Amèrica.

## Evolució del calendari

### Octubre de 2012
| Data  | Cursa                                        | País              | Cat. | Vencedor        | Equip                  |
| ----- | -------------------------------------------- | ----------------- | ---- | --------------- | ---------------------- |
| 7     | Tobago Cycling Classic                       | Trinitat i Tobago | 1.2  | Darren Matthews | Coco'S                 |
| 14-21 | Tour de Brasil-Volta de l'Estat de São Paulo | Brasil            | 2.2  | Magno Nazaret   | Funvic-Pindamonhangaba |

### Novembre de 2012
| Data  | Cursa                | País      | Cat. | Vencedor      | Equip                      |
| ----- | -------------------- | --------- | ---- | ------------- | -------------------------- |
| 2-11  | Volta a Bolívia      | Bolívia   | 2.2  | Maky Roman    | Prodem-Loteria del Tachira |
| 22-27 | Vuelta al Mundo Maya | Guatemala | 2.2  | Giovanni Báez | EPM-UNE                    |

### Desembre de 2012
| Data  | Cursa              | País       | Cat. | Vencedor      | Equip      |
| ----- | ------------------ | ---------- | ---- | ------------- | ---------- |
| 17-39 | Volta a Costa Rica | Costa Rica | 2.2  | Óscar Sánchez | GW Shimano |

### Gener de 2013
| Data  | Cursa                    | País      | Cat. | Vencedor           | Equip                  |
| ----- | ------------------------ | --------- | ---- | ------------------ | ---------------------- |
| 6     | Copa Amèrica de ciclisme | Brasil    | 1.2  | Francisco Chamorro | Funvic-Pindamonhangaba |
| 11-20 | Volta al Táchira         | Veneçuela | 2.1  | Yeisson Delgado    | Kino Táchira-Drodínica |
| 21-27 | Tour de San Luis         | Argentina | 2.1  | Daniel Díaz        | San Luis Somos Todos   |

### Abril de 2013
| Data  | Cursa             | País      | Cat. | Vencedor      | Equip      |
| ----- | ----------------- | --------- | ---- | ------------- | ---------- |
| 21-28 | Volta a Guatemala | Guatemala | 2.2  | Óscar Sánchez | GW-Shimano |

### Maig de 2013
| Data  | Cursa                                                        | País         | Cat. | Vencedor            | Equip                       |
| ----- | ------------------------------------------------------------ | ------------ | ---- | ------------------- | --------------------------- |
| 1-5   | Tour de Gila                                                 | Estats Units | 2.2  | Philip Deignan      | UnitedHealthcare            |
| 1     | Campionats Panamericans de ciclisme en contrarellotge sub-23 | Mèxic        | CC   | José Luis Rodríguez | Equip nacional de Xile      |
| 2     | Campionats Panamericans de ciclisme en contrarellotge        | Mèxic        | CC   | Carlos Oyarzun      | Equip nacional de Xile      |
| 5     | Campionats Panamericans de ciclisme en cursa en línia sub-23 | Mèxic        | CC   | Richard Carapaz     | Equip nacional de l'Equador |
| 5     | Campionats Panamericans de ciclisme en cursa en línia        | Mèxic        | CC   | Jonathan Paredes    | Equip nacional de Colòmbia  |
| 12-19 | Volta a Califòrnia                                           | Estats Units | 2.HC | Tejay van Garderen  | BMC Racing Team             |

### Juny de 2013
| Data  | Cursa                                | País         | Cat.   | Vencedor      | Equip                     |
| ----- | ------------------------------------ | ------------ | ------ | ------------- | ------------------------- |
| 2     | Philadelphia Cycling Classic         | Estats Units | 2.2    | Kiel Reijnen  | UnitedHealthcare          |
| 7-9   | Copa de les Nacions Vila de Saguenay | Canadà       | 2.Ncup | Sondre Enger  | Equip nacional de Noruega |
| 9-23  | Volta a Colòmbia                     | Colòmbia     | 2.2    | Óscar Sevilla | EPM-UNE                   |
| 11-16 | Tour de Beauce                       | Canadà       | 2.2    | Nathan Brown  | Bontrager Cycling Team    |

### Juliol de 2013
| Data  | Cursa             | País      | Cat. | Vencedor          | Equip                        |
| ----- | ----------------- | --------- | ---- | ----------------- | ---------------------------- |
| 7     | Tour de Delta     | Canadà    | 1.2  | Steve Fisher      | Hagens Berman Cycling        |
| 19-28 | Volta a Veneçuela | Veneçuela | 1.2  | Carlos José Ochoa | Androni Giocattoli-Venezuela |

### Agost de 2013
| Data  | Cursa                     | País         | Cat. | Vencedor              | Equip                   |
| ----- | ------------------------- | ------------ | ---- | --------------------- | ----------------------- |
| 2-4   | Tour d'Elk Grove          | Estats Units | 2.1  | Elia Viviani          | Cannondale              |
| 6-11  | Ruta del Centre           | Mèxic        | 2.2  | Víctor García Estévez | Depredadores PBG Design |
| 6-11  | Tour de Utah              | Estats Units | 2.1  | Tom Danielson         | Garmin-Sharp            |
| 14-18 | Volta del sud de Bolívia  | Bolívia      | 2.2  | Óscar Soliz           | Pio Rico                |
| 19-25 | USA Pro Cycling Challenge | Estats Units | 2.HC | Tejay Van Garderen    | BMC Racing Team         |
| 28-1  | Tour de Rio               | Brasil       | 2.2  | Óscar Sevilla         | EPM-UNE                 |

### Setembre de 2013
| Data | Cursa                | País         | Cat. | Vencedor     | Equip            |
| ---- | -------------------- | ------------ | ---- | ------------ | ---------------- |
| 3-8  | Tour d'Alberta       | Canadà       | 2.1  | Rohan Dennis | Garmin-Sharp     |
| 14   | Bucks County Classic | Estats Units | 1.2  | Kiel Reijnen | UnitedHealthcare |

### Proves anul·lades
| Data            | Prova                          | País         | Cat. | Causa                      |
| --------------- | ------------------------------ | ------------ | ---- | -------------------------- |
| 31 gen - 10 feb | Volta a Xile                   | Xile         | 2.2  |                            |
| 15-17 febrer    | Volta a Puerto Rico            | Puerto Rico  | 2.2  |                            |
| 10-17 març      | Volta a Mèxic                  | Mèxic        | 2.2  |                            |
| 15-19 març      | Giro a l'Interior de São Paulo | Brasil       | 2.2  | Passa a categoria inferior |
| 14 abril        | Tour de Battenkill             | Estats Units | 1.2  |                            |
| 10-14 abril     | Volta de Gravatai              | Brasil       | 2.2  |                            |
| 17-21 abril     | Tour de Santa Catarina         | Brasil       | 2.2  |                            |
| 19-21 abril     | American Cycling Classic       | Estats Units | 1.2  |                            |
| 29 gen - 2 juny | Tour del Paranà                | Brasil       | 2.2  |                            |
| 1-2 juny        | Clàssic Sant Antoni de Pàdua   | Puerto Rico  | 2.2  |                            |
| 7 juliol        | The Keystone Open              | Estats Units | 1.2  |                            |

## Classificacions
- Font: UCI America Tour Arxivat 2016-03-03 a Wayback Machine.

| #   | Ciclista                | Equip                          | Punts  |
| 1.  | Janier Acevedo (COL)    | Jamis-Hagens Berman            | 247    |
| 2.  | Óscar Sánchez (COL)     | -                              | 180    |
| 3.  | Ryan Anderson (CAN)     | Optum-Kelly Benefit Strategies | 165    |
| 4.  | Kiel Reijnen (EUA)      | Unitedhealthcare               | 138    |
| 5.  | Francisco Mancebo (ESP) | 5 Hour Energy                  | 130    |
| 6.  | Daniel Díaz (ARG)       | San Luis Somos Todos           | 129,67 |
| 7.  | Jonathan Millán (COL)   | -                              | 120    |
| 8.  | Óscar Soliz (BOL)       | -                              | 118    |
| 9.  | Óscar Sevilla (ESP)     | EPM-UNE                        | 115    |
| 10. | Philip Deignan (IRL)    | Unitedhealthcare               | 113    |

| #   | Equip                                   | País         | Punts  |
| 1.  | Unitedhealthcare                        | Estats Units | 441    |
| 2.  | Optum-Kelly Benefit Strategies          | Estats Units | 366    |
| 3.  | Funvic Brasilinvest-São José dos Campos | Brasil       | 348    |
| 4.  | Jamis-Hagens Berman                     | Estats Units | 345    |
| 5.  | EPM-UNE                                 | Colòmbia     | 324,67 |
| 6.  | San Luis Somos Todos                    | Argentina    | 196,68 |
| 7.  | Bontrager                               | Estats Units | 186    |
| 8.  | Jelly Belly-Kenda                       | Estats Units | 179    |
| 9.  | 5 Hour Energy                           | Estats Units | 154    |
| 10. | Androni Giocattoli-Venezuela            | Itàlia       | 152    |

| #   | País         | Punts   |
| 1.  | Colòmbia     | 1 460,7 |
| 2.  | Estats Units | 876,33  |
| 3.  | Veneçuela    | 596,87  |
| 4.  | Brasil       | 512     |
| 5.  | Canadà       | 416,45  |
| 6.  | Mèxic        | 405     |
| 7.  | Argentina    | 381,34  |
| 8.  | Costa Rica   | 295     |
| 9.  | Equador      | 240     |
| 10. | Bolívia      | 216     |

| #   | País         | Punts  |
| 1.  | Colòmbia     | 330,67 |
| 2.  | Estats Units | 266    |
| 3.  | Equador      | 90     |
| 4.  | Guatemala    | 72     |
| 5.  | Argentina    | 58     |
| 6.  | El Salvador  | 57     |
| 7.  | Mèxic        | 53     |
| 8.  | Brasil       | 48     |
| 9.  | Panamà       | 43     |
| 10. | Barbados     | 40     |